# Щежерь 1
Ще́жерь 1 (бел. Шчэжар 1) — деревня в составе Кадинского сельсовета Могилёвского района Могилёвской области Республики Беларусь.

## Географическое положение
Ближайшие населённые пункты: Могилёв, Латроща, Щежерь 2.

## Транспорт
- Ж/д станции:

"Дары"
"Щежерь"

## Население
- 1999 год — 336 человек
- 2010 год — 341 человек